# 에디 프리엘
에디 프리엘(Eddie Friel, 1962년 ~ )은 아일랜드의 가수이다. 유로비전 송 콘테스트 1997에서 아일랜드 대표로 참가했다.